# Питерс, Бернадетт
Бернадетт Питерс (англ. Bernadette Peters, ур. Ладзара англ. Lazzara; род. 28 февраля 1948) — американская актриса, певица и писательница. Обладательница двух премий «Тони» и «Золотого глобуса», а также номинантка на премии «Эмми» и «Грэмми».
Питерс считается одной из самых признанных критиками актрис бродвейской сцены, в первую очередь добившись наибольшего успеха благодаря главным ролям в мюзиклах Стивена Сондхайма.

## Карьера
За свою карьеру, охватывающую пять десятилетий, Питерс участвовала в многочисленных мюзиклах, кино и телевидении,  выступала с сольными концертами и выпускала альбомы. Она по праву является одной из самых успешных исполнителей на Бродвее, получив восемь номинаций на высшую театральную премию «Тони», выиграв трижды, включая почётную награду, и девять номинаций на премию «Драма Деск», завоевав три. Она также была номинирована на четыре премии «Грэмми» за свои записи.
Питерс начала свою карьеру с выступлений на сцене, затем, в шестидесятых годах, перешла в кино и на телевидение. Она получила признание критиков после участия в телевизионных проектах «Маппет-шоу» и «Шоу Кэрол Бёрнетт», а также за роли в голливудских фильмах, таких как «Немое кино», «Придурок», «Манна небесная», за роль в котором она выиграла «Золотой глобус».
В восьмидесятых она вернулась в театр, где стала одной из самых известных бродвейских звёзд всех времен. Она также записала шесть сольных альбомов, выпустила несколько синглов и множество альбомов своих бродвейских выступлений. Она не переставала сниматься в кино и на телевидении, где была номинирована на три премии «Эмми» и три награды «Золотой глобус», выиграв одну в 1982 году.
Среди её самых известных мюзиклов выделяются «Песня и танец», «Воскресенье в парке с Джорджем», «В лес», «Джипси» и «Маленькая ночная музыка».

## Личная жизнь
В течение четырёх лет была связана романтическими отношениями с комиком Стивом Мартином. Была замужем за инвестиционным консультантом Майклом Виттенбергом более девяти лет, до самой его гибели в результате крушения вертолёта 26 сентября 2005 года. Питерс известна своей благотворительной деятельностью, она является основателем знаменитого благотворительного фонда «Бродвей Баркс».

## Награды и почётные звания
Питерс получила множество наград и номинаций за свою карьеру: в 1987 году она была удостоена собственной звезды на Голливудской «Аллее славы» и премии «Женщина года» от общества «Hasty Pudding Theatricals» , в 1994 году премии «Sarah Siddons Award» , «American Theatre Hall of Fame» в Нью-Йорке (1996), став самым молодым человеком, удостоенным такой чести, награждена медалью за личные достижения от «Actors' Fund» (1999), стала почётным Доктором наук Университета Хофстра в Нью-Йорке (19 мая 2002) , была введена в зал славы «Hollywood Bowl» (28 июня, 2002) и получила награду  Национального хореографического училища в 2009 году.

## Дискография

### Студийные записи
- Bernadette (1980) MCA. US #114
- Now Playing (1981) MCA US #151
- I’ll Be Your Baby Tonight (1996) Angel Records — Grammy Award nominee
- Sondheim, Etc. — Bernadette Peters Live At Carnegie Hall (1997) Angel Records — Grammy Award nominee[7]
- Bernadette Peters Loves Rodgers and Hammerstein (2002) Angel Records — Grammy Award nominee
- Sondheim Etc., Etc. Live At Carnegie Hall: The Rest of It (2005) Angel Records
- «Kramer’s Song» (2008) Blue Apple Books (single)
- «Stella’s Song» (2010) Blue Apple Books (single)

### Совместные записи
- George M! — Sony (1968)
- Dames At Sea — Columbia Masterworks (1969)
- Mack and Mabel — MCA (1974)
- Sunday in the Park with George — RCA Records (1984) — Grammy Award winner (Best Cast Show Album, 1985)
- Song and Dance — The Songs — RCA Victor (1985)
- Into The Woods — RCA Victor Records (1988) — Grammy Award winner (Best Musical Cast Show Album, 1989)
- The Goodbye Girl — Columbia Records (1993)
- Anyone Can Whistle Live At Carnegie Hall — Columbia Records (1995)
- Annie Get Your Gun The New Broadway Cast Recording — Angel Records (1999) — Grammy Award winner (Best Musical Show Album, 2000)
- Gypsy The New Broadway Cast Recording — Angel Records (2003) — Grammy Award winner (Best Musical Show Album, 2004)
- Sherry! — Studio Cast Recording — Angel Records (2004)
- Legends Of Broadway-Bernadette Peters Compilation (2006) — Sony Masterworks Broadway (Original versions of songs from Dames At Sea, Annie Get Your Gun, Anyone Can Whistle, Sunday in the Park with George, Mack and Mabel, Song and Dance, Into The Woods and Gypsy.)[8]

### Прочие альбомы
- Dress Casual — Evening Primrose suite with Mandy Patinkin — CBS Records (1990)[9]
- Sondheim — A Celebration at Carnegie Hall (Concert Cast) RCA Victor Broadway (1992)
- Hey Mr. Producer!: The Musical World of Cameron Mackintosh — Philips Records (1998)
- Flirting with the Edge — John Whelan — Narada (1998)
- Dewey Doo-It Helps Owlie Fly Again — Randall Fraser Publishing (2005)
- Born to the Breed: A Tribute to Judy Collins — Wildflower Records (2008) — «Trust Your Heart»